# Товтри Садова та Деренова
То́втри Садо́ва та Де́ренова — ботанічний заказник місцевого значення в Україні. Розташований у межах Кам'янець-Подільського району Хмельницької області, на північ від села Нігин. 
Площа 26,3 га. Статус надано згідно з рішенням облради від 16.10.1991 року № 171. Перебуває у віданні ДП «Кам'янець-Подільський лісгосп» (Циківський розсадник, кв. 9, 10). 
Статус надано з метою збереження залісненої ділянки Товтрового кряжу. Зростають грабово-дубові насадження та рідкісні види орхідних. 
Входить до складу національного природного парку «Подільські Товтри».

## Світлини

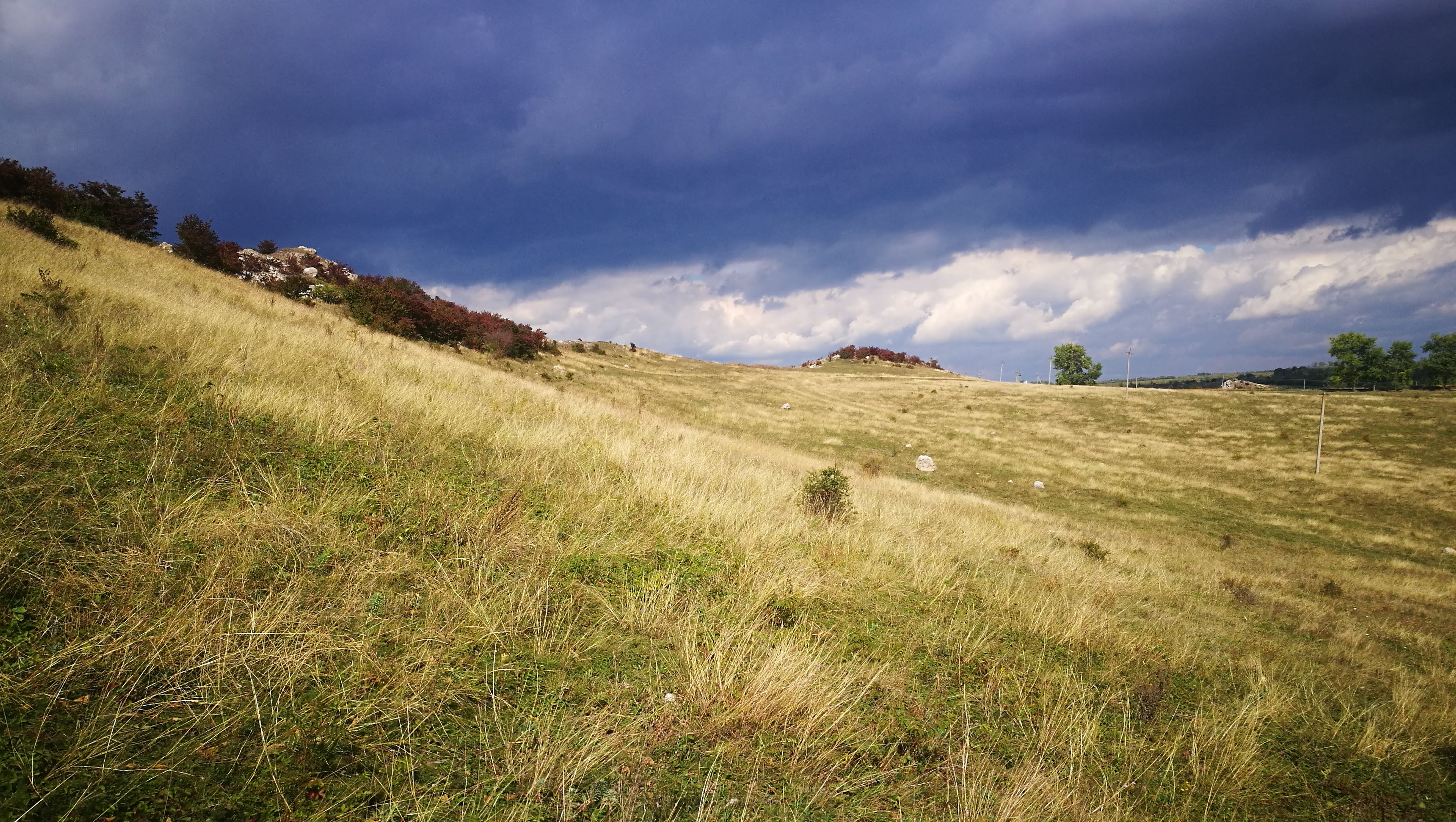
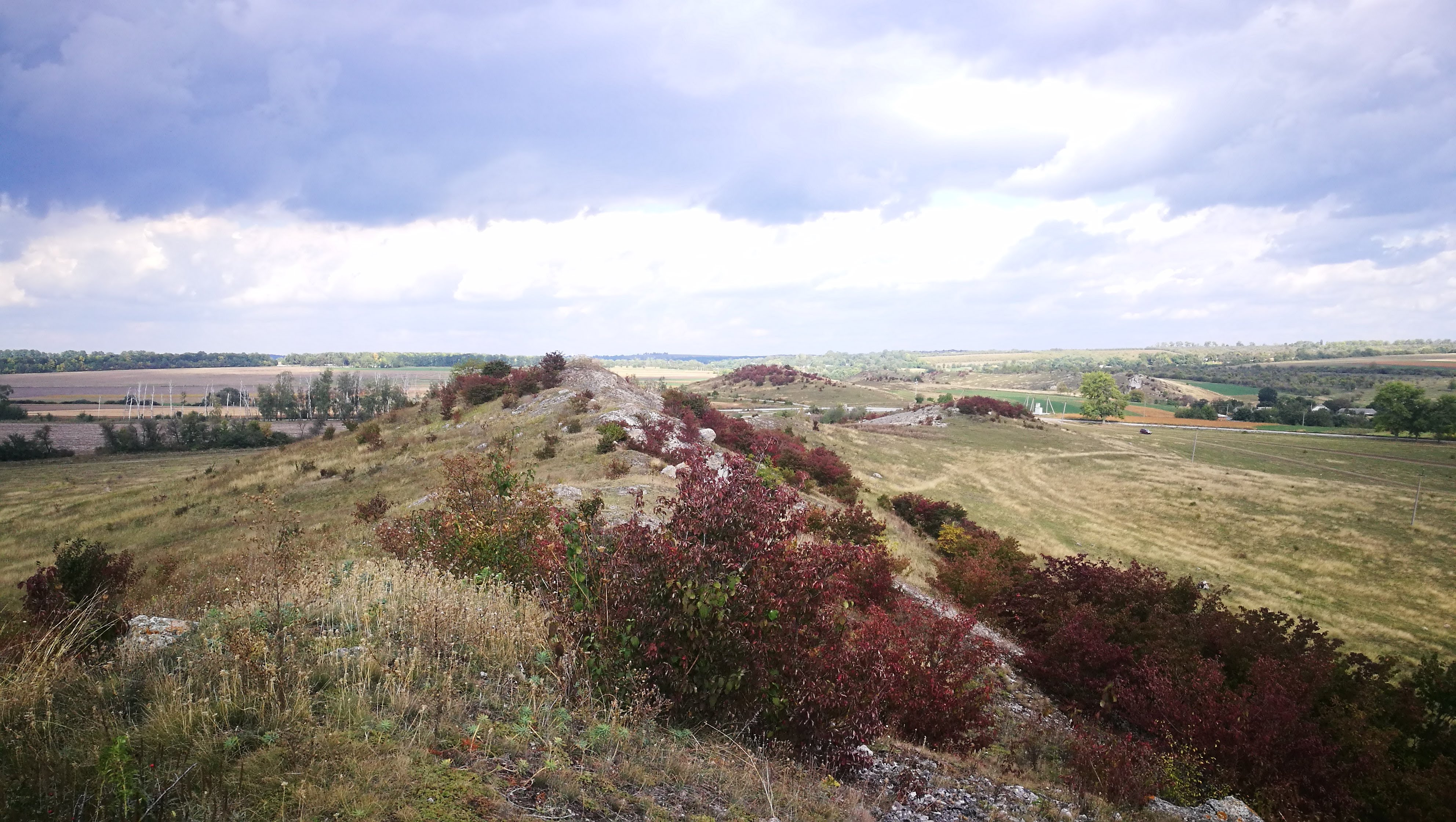